# Karnske Alpe
Karnske Alpe su planinska skupina u Južnim vapnenačkim Alpama. Protežu se na austrijsko-talijanskoj granici. Naziv su dobile prema ilirskom plemenu Karni.
Pružaju se u duljini od oko 110 km, između doline Gailtal na istoku i Sextenbacha na zapadu. Najviši je vrh Hohe Warte s 2780 m, a najpoznatiji prijevoj Plöcken (1375 m). Građene su pretežno od paleozojskih naslaga na kristaličnoj podlozi.

## Poznati vrhovi
- Coglians / Hohe Warte (2,782 m)
- Kellerwand (2,775 m)
- Monte Peralba / Hochweißstein (2,694 m)
- Monte Cavallino / Große Kinigat (2,689 m)
- Rosskopf (2,603 m)
- Monte Terza Grande (2,586 m)
- Monte Bìvera (2,474 m)
- Creta Forata (2,462 m)
- Helm (2,434 m)
- Gailtaler Polinik (2,332 m)
- Trogkofel (2,280 m)
- Monte Sernio (2,187 m)

## Planinski prijevoji
- Plöcken (1,360 m)
- Naßfeld (1,552 m)
- Oefnerjoch (2,301 m)
- Wolayer (1,922 m)